# Никодије Стојановић Татко
Никодије Стојановић Татко (Стара Божурна, код Житорађе, новембар 1912 — Јастребац, 1942) био је учесник Народноослободилачке борбе и народни херој Југославије.

## Биографија
Рођен је 1912. године у селу Стара Божурна, данас у општини Житорађа, од оца Стевана и мајке Петрије као најмлађи од три сина.
Као најмлађи син, бива послат на школовање, и завршава учитељску школу у Скопљу.
Као учитељ радио је са пуно љубави, ширећи међу људима на селу напредна схватања, службује у местима у околини Прокупља. Нарочито се залагао за стварање и јачање земљорадничких задруга. Пред Други светски рат бива неколико пута хапшен.
У првим данима окупација Татко у топличким селима организује растурање напредне штампе и прикупљање оружја. Када је Немачка напала на Совјетски Савез, Татко је ухапшен и спроведен у затвор, али је његов брат Војислав потплатио жандарме и Татко је успео да побегне. После затвора ради на припремама народа Топлице за устанак. Јула месеца долази на планину Јастребац и окупља прве борце за Топлички партизански одред. У септембру је постао комесар Топличког одреда. Био је пример борцима по чврстини и храбрости. Истакао се у многим борбама, а нарочито у ослобођењу Прокупља у борбама на Шиљеговцу, Сварчи, Чубури итд.
Био је веома вешт говорник. Народ га је радо слушао када објашњава борбу против окупатора. Многи се и данас сећају како је говрио ватрено: „Палите и рушите све оно што може служити окупатору! Прилазите партизанима, вашим осветницима, који ће вам донети ослобођење и нов живот!
Осамнаестог августа 1942, када њихова земуница на Јастрепцу бива откривена од стране припадника Српске државне страже, да не би пали живи непријатељу у руке,  он са десетак сабораца, извршава самоубиство. У намери да застраше народ Топлице, окупатори наређују излагање њихових унакажених тела у центру Прокупљa. Таткови посмтрни остаци се налазе у спомен костурници у Прокупљу. у близини цркве светог Прокопија.
У спомен на њега је Јастребачки одред је назван Јастребачки НОП одред „Никодије Стојановић Татко".
Указом Председништва АВНОЈ-а постхумно је 6. јула 1945. одликован Орденом заслуга за народ првог реда. Указом Президијума Народне скупштине ФНР Југославије 14. децембра 1949. проглашен је за народног хероја.
У његову част, једна основна школа у Прокупљу носи његово име.